# Maine-de-Boixe
Maine-de-Boixe è un comune francese di 476 abitanti situato nel dipartimento della Charente, nella regione della Nuova Aquitania.

## Storia

### Simboli
Gli elementi nello scudo si basano su sculture provenienti dalla casa dei commendatari Ospitalieri (XVI secolo). Le figure sono rappresentazioni simboliche: il forcone per il contadino, il pesce per Cristo, il serpente la tentazione, il giglio rappresenta la Madonna e la regalità. La croce di Malta evoca l'Ordine degli Ospitalieri di San Giovanni di Gerusalemme. La mitra e il pastorale ricordano il vescovado di Angoulême. Il capo riprende lo stemma dell'Angoumois.

## Società

### Evoluzione demografica
Abitanti censiti